# Crise constitutionnelle samoane de 2021
 (mai 2021).
Si vous disposez d'ouvrages ou d'articles de référence ou si vous connaissez des sites web de qualité traitant du thème abordé ici, merci de compléter l'article en donnant les références utiles à sa vérifiabilité et en les liant à la section « Notes et références ».
La crise constitutionnelle samoane de 2021 est une crise constitutionnelle survenue aux Samoa le 22 mai 2021 lorsque le chef de l'État des Samoa Tuimalealiʻifano Va'aletoa Sualauvi II publie une proclamation censée empêcher l'Assemblée législative des Samoa de se réunir à la suite des élections législatives samoanes d'avril.

## Contexte
L'élection du 9 avril 2021 aboutit à un parlement sans majorité, le Parti pour la protection des droits de l'homme (HRPP) au pouvoir du Premier ministre Tuilaepa Aiono Sailele Malielegaoi et le Fa'atuatua i le Atua Samoa ua Tasi (FAST) de Fiame Naomi Mata'afa, obtenant chacun vingt-cinq sièges sur cinquante-et-un, le siège restant étant détenu par l'indépendant Tuala Iosefo Ponifasio. Le 20 avril 2021, la commission électorale samoane déclare Ali'imalemanu Alofa Tuuau (en) du HRPP élue en raison de l'exigence selon laquelle au moins 10% des sièges au Parlement doivent être occupés par des femmes, Ali'imalemanu étant la candidate 'meilleure perdante'. Le lendemain, Ponifasio annonce qu'il rejoint le FAST, créant une impasse 26-26. Dans la soirée du 4 mai, le chef de l'État prétend dissoudre le Parlement et ordonne de nouvelles élections pour le 21 mai. Un décret pour la nouvelle élection est émis le 5 mai.
La prétendue dissolution et la décision de nommer Ali'imalemanu sont contestées devant les tribunaux et, le 17 mai, la Cour suprême des Samoa annule les deux décisions, les déclarantes inconstitutionnelles. Le tribunal confirme les résultats des élections et impose au Parlement de se réunir dans les 45 jours suivant le scrutin initial, conformément à la Constitution - c'est-à-dire le 24 mai au plus tard. Le 21 mai, la Cour d'appel des Samoa refuse de suspendre la décision de la Cour suprême sur la nomination de Tuuau, confirmant la majorité parlementaire du FAST. Immédiatement après la décision, l'O le Ao O le Malo publie une proclamation convoquant l'ouverture du nouveau Parlement le 24 mai. Le même jour, une tentative du Procureur général de faire annuler le décret est rejetée par la Cour suprême. Ce faisant, la Cour dispose que « la décision de la Cour suprême représentait la loi des Samoa et devait être suivie. Le non-respect de la loi a ses propres conséquences ».
Le soir du 22 mai 2021, l'O le Ao O le Malo suspend la proclamation jusqu'à nouvel ordre. Il ne précise pas les raisons de la suspension, mais déclare que les raisons seraient connues « en temps voulu ».

## Conséquences
La leader de FAST, Fiame Naomi Mataafa, dénonce la suspension comme étant un coup d'État et annonce son intention de la contester devant le tribunal. Le 23 mai, la Cour suprême se réunit en chambre pour entendre une requête en annulation de la suspension. Cet après-midi-là, ils statuent que la décision est illégale et que la proclamation convoquant le Parlement pour le 24 mai est toujours d'actualité. Le Premier ministre Tuilaepa répond en affirmant que l'ordonnance du tribunal est illégale, que les juges ont enfreint les règlements sur l'état d'urgence et devraient être inculpés, et que lui et les membres du HRPP refuseraient de prêter serment lorsque le Parlement sera convoqué. Plus tard dans la soirée, le président de la Chambre Leaupepe Toleafoa Faafisi prétend annuler la cérémonie d'assermentation, en contravention de l'ordonnance du tribunal.
Le matin du 24 mai, les députés et des partisans du FAST arrivent au Parlement et constatent que les portes du bâtiment ont été verrouillées. Le greffier du parlement leur refuse l'entrée, en obéissance à l'ordre de Leaupepe. Fiame Naomi Mataafa déclare que les députés attendraient le chef de l'État et convoqueraient le parlement en plein air si nécessaire. Plus tard cet après-midi, les députés et ministres du parti FAST prêtent serment dans une tente à l'extérieur du parlement. Fiame Naomi Mata’afa est investie Première ministre lors d’une cérémonie improvisée dans les jardins du Parlement, le 24 mai 2021, et nomme son gouvernement le jour-même.
Tuilaepa maintient son refus de céder le pouvoir, arguant que les tribunaux doivent encore se prononcer sur la légitimité de l'élection de certains députés. Le 23 juillet, toutefois, la cour d'appel statue que la prestation de serment de Naomi Mata'afa le 24 mai était conforme à la Constitution, puisque le Parlement devait siéger à cette date au plus tard et qu'elle a agi en application d'un « principe de nécessité ». La cour précise qu'elle est ainsi légalement Première ministre depuis le 24 mai,.

## Réactions internationales
La Première ministre néo-zélandaise Jacinda Ardern appelle les Samoa à faire respecter l'état de droit et le résultat des élections.
La ministre australienne des Affaires étrangères, Marise Payne, appelle toutes les parties à « respecter l'état de droit et les processus démocratiques ». Le Secrétaire général des Nations Unies « exhorte les dirigeants des Samoa à trouver des solutions à la situation politique actuelle par le dialogue ». Le secrétaire général du Forum des îles du Pacifique, Henry Puna, déclare que le Forum est prêt à offrir son aide si nécessaire et appelle toutes les parties à rechercher des moyens pacifiques pour résoudre leurs difficultés.
À la suite de la cérémonie de prestation de serment, les États fédérés de Micronésie sont le premier gouvernement étranger à reconnaître la nouvelle administration. Le 27 mai, le gouvernement des Palaos reconnaît également Fiame comme Première ministre légitime des Samoa.